# Hans Pothorst
Hans Pothorst (lat. als Johannes bezeichnet) war ein deutscher Entdecker des 15. Jahrhunderts. Er gilt als einer der potenziellen Entdecker Nordamerikas.

## Leben

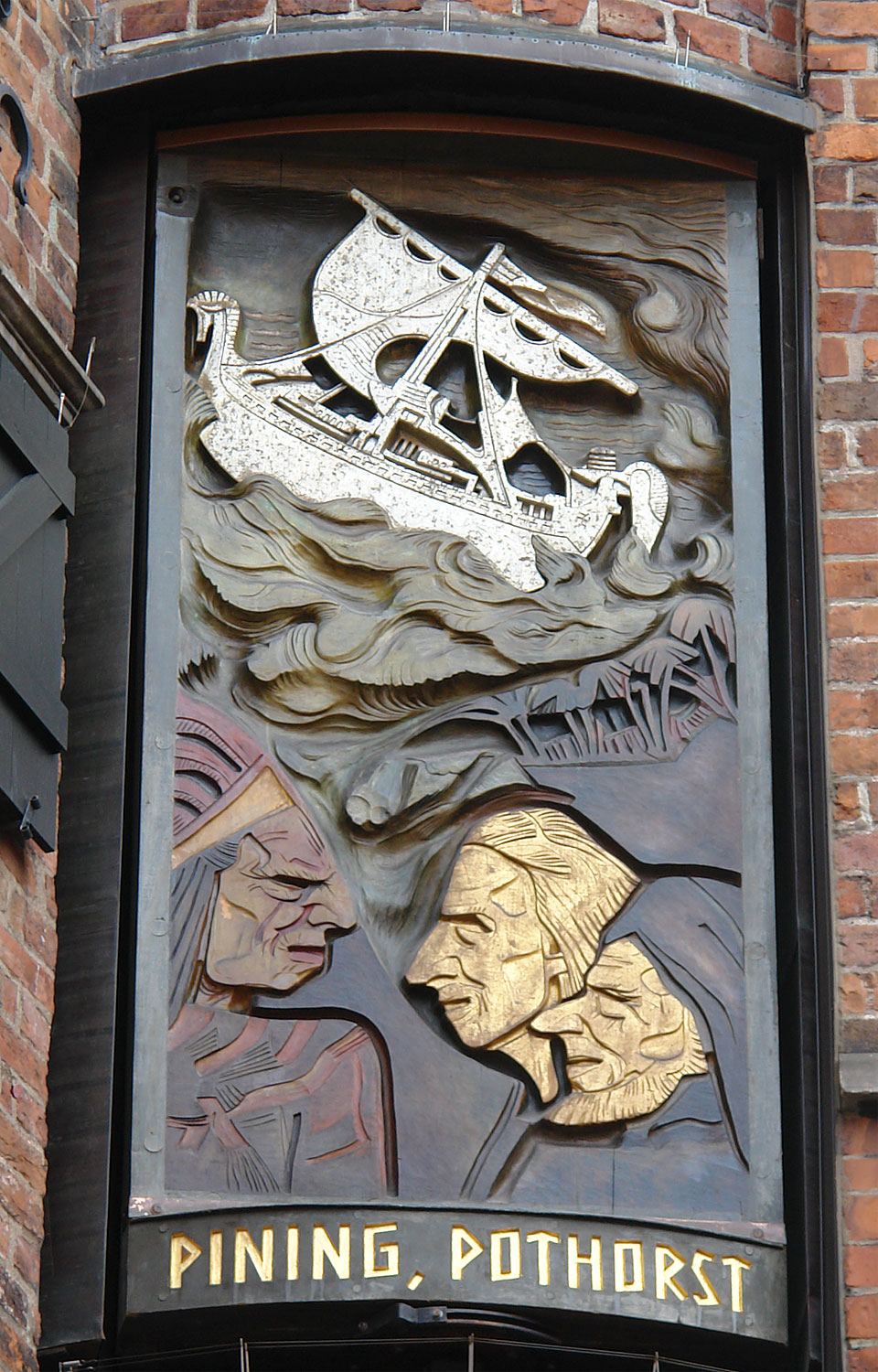
Figurentafel von Hoetger am Haus des Glockenspiels in Bremen

Johannes Pothorst war einer jener kühnen Seeabenteurer, die auf dem Meer umherschwärmten und sich immer dort einstellten, wo es etwas zu verdienen gab. 

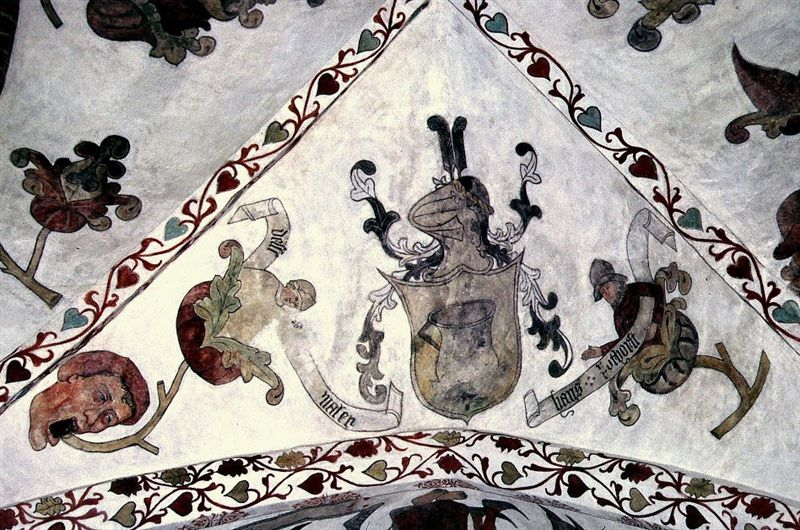
Hans Pothorst (rechts sitzend) Deckenbild aus der Marienkirche in Helsingör, Dänemark

So beschreibt ihn Hans Nirnheim im Jahre 1908. Der vermutlich aus Norddeutschland stammende Hans Pothorst war bis Juli 1473 als Kaperfahrer (Utligger) in Diensten der Stadt Hamburg tätig. 
Nach Rückkehr von der Nordatlantikexpedition heiratete Pothorst 1476 in Hamburg die Ratsherrntochter Ideke Brand, die vorher mit Tideke Kopeke, einem Knochenhauer, verheiratet gewesen war. Damit hatte er Zugang zu den Patrizierkreisen Hamburgs. Von 1473 bis 1477 war er Mitglied der Flandernfahrer-Gesellschaft. Das bedingte aber nicht, dass er auch nach Flandern fahren musste. Im Jahre 1477 war er an einer Ladung Seefisch beteiligt, die das englische Schiff Jacob von Island nach London bringen sollte. Das Schiff strandete unterwegs und wurde von zwei Rittern geplündert. 
In der Marienkirche (Deutsche Kirche) in Helsingör hat Pothorst von sich und einer weiteren Person (Didrik Pining?) um 1480 auf eigene Kosten Deckenbilder malen lassen. Dass die Bilder später nicht zerstört worden sind, beweist, dass Pothorst nicht in Ungnade gefallen ist, wie Olaus Magnus behauptete.
Pothorst ist vor dem 3. März 1489 gestorben.

## Nordatlantikexpedition
Von 1473 bis 1476 führte er zusammen mit dem aus Hildesheim stammenden Didrik Pining im Auftrag des Königs Christian I. von Dänemark und Norwegen eine Expedition in den Nordatlantik. Sie gelangten bis Grönland, und ein Teil der Expedition auch bis Neufundland und Labrador und damit zum nordamerikanischen Festland. Pothorst gab 1484 zu, auf dem amerikanischen Festland geplündert zu haben. Die Einzelheiten dieser Reise müssen aber aus verstreuten Quellen rekonstruiert werden und sind deshalb in der Forschung umstritten. So ist nicht klar, ob Pining und Pothorst eine Westroute nach Indien suchen sollten. 
Von portugiesischer Seite nahmen João Vaz Corte-Real (auch: João Vaz Cortereal) und Alvaro Martins Homen als Abgesandte König Alfons V. von Portugal an dieser Reise teil. Sie fuhren auf einem eigenen Schiff. Noch während der Expedition trennten sie sich von den übrigen Teilnehmern und segelten zu den Azoren, wo sie Ende 1473 ankamen. Von dort aus fuhren sie weiter nach Lissabon, um am Hofe einen Bericht abzustatten. 
Als Navigator wird Johannes Scolvus (auch Joan Scolvo genannt) mit der Expedition in Zusammenhang gebracht. Er hat laut einer Eintragung auf den Globen von Gemma R. Frisius (Zerbst, Wien) um 1476 an der Westküste Grönlands die geografische Breite von 70° bis 74° N erreicht.  Laut der Eintragung auf den Globen war er Däne.

## Weiterführende Literatur zu Hans Pothorst und Didrik Pining

### Neuere Literatur
- Norman Berdichevsky: The role of "sibling rivalry" in the "(re)discovery" of America controversy. In: Journal of Cultural Geography. 12/1 (1991), S. 59–68. (National competitiveness among Spain, Portugal, Sweden, and Denmark led in the period 1425- 1476 to a joint expedition by the Danes and Portuguese involving Pothorst, Pining, and Corte Real which discovered the North American mainland) sowie Sibling Rivalry and the Discovery of America; Was Portuguese-Danish Cooperation Involved? (PDF)
- Thomas L. Hughes: The German discovery of America. A review of the controversy over Pining's 1473 voyage of exploration. In: German studies review. Bd. 27, Nr. 3, Oktober 2004, S. 503–526. Kurzfassung (PDF) Aktueller Forschungsüberblick, der die offenen Fragen der verschiedenen Interpretationen aufzählt und zu dem Fazit kommt, dass sich nicht eindeutig entscheiden lässt, wie weit Pinings Reise führte
- Helge Ingstad: The Norse discovery of North America. In: Lund studies in English. Band 78/1988, S. 149–155.
- Carsten Jahnke: Piraten, Reichsräte, Entdecker Amerikas oder germanische Seehelden? Hans Pothorst und Diderik Pining am Ausgang des 15. Jahrhunderts. In: Hansische Geschichtsblätter. Bd. 140 (2022), S. 93–118.
- Klaus-Peter Kiedel: Eine Expedition nach Grönland im Jahre 1473. In: Deutsches Schiffahrtsarchiv. Bd. 3, 1980, S. 115–140.
- Anton Josef Knott, Günther E.H. Baumann, Hans Schlotter: 20 Jahre vor Columbus landete der Hildesheimer Dietrich Pining in Amerika. (Publikationen des Hildesheimer Heimat- und Geschichtsvereins). Hildesheim 1992.
- Robert McGhee: Northern Approaches. Before Columbus: Early European Visitors to the Shores of the "New World". In: Beaver. Band 72  Juni/Juli 1992, S. 6–23. (Auszüge im Internet (Memento vom 1. Februar 2006 im Internet Archive) verfügbar)
- Paul Pini: Der Hildesheimer Didrik Pining als Entdecker Amerikas, als Admiral und als Gouverneur von Island im Dienste der Könige von Dänemark, Norwegen und Schweden. Hildesheim 1971, DNB 457813431.
- The Dansk Biografisk Leksikon. vol. XI, S. 381, 459.

### Ältere Literatur
- Johannes Heinrich Gebauer: Der Hildesheimer Dietrich Pining als nordischer Seeheld und Entdecker. In: Alt-Hildesheim. Band 12/1933, S. 3–18.
- Gunnar Gunnarson: Das Rätsel um Didrik Pining: Ein Bericht. Stuttgart 1939.
- Dietrich Kohl: Dietrich Pining und Hans Pothorst. Zwei Schiffsführer aus den Tagen der Hanse und der großen Entdeckungen. In: Hansische Geschichtsblätter. ll. 57/1932, S. 152ff.
- Sophus Larsen: The Discovery of North America Twenty years Before Columbus. 1925.